# Línea dedicada

diagrama de una Línea dedicada

Una línea dedicada es un contrato de servicios contraído entre un proveedor y un cliente, por lo que el proveedor se compromete a entregar una línea de telecomunicaciones simétrica que conecta dos o más lugares a cambio de una renta mensual (de ahí el arrendamiento a largo plazo). A veces se conoce como un "circuito privado" o "línea de datos" en el Reino Unido. 
A diferencia de tradicionales líneas de la red telefónica conmutada (PSTN), no tienen un número de teléfono porque cada lado de la línea está permanentemente conectado a la otra. Las líneas arrendadas pueden utilizarse para telefonía, para datos o para servicios de Internet. Algunos son servicios timbrazo o timbreabajo y algunos conectan PBX.